# Temples of Ice
 (mars 2012).
Si vous disposez d'ouvrages ou d'articles de référence ou si vous connaissez des sites web de qualité traitant du thème abordé ici, merci de compléter l'article en donnant les références utiles à sa vérifiabilité et en les liant à la section « Notes et références ».
Albums de Venom
Prime Evil
(1989) The Waste Lands
(1992)
Temples of Ice est le septième album studio du groupe de heavy metal britannique Venom. L'album est sorti en 1991 sur le label Under One Flag.
Boudé par ses fans qui n'acceptèrent pas la présence d'un autre frontman que Cronos au sein du groupe, le groupe Venom sembla vouloir tout de même persévérer avec Tony Dolan et réalisa ainsi Temples Of Ice en 1991.
Musicalement, Temples of Ice est la suite directe de Prime Evil, album précédent sorti en 1989. Les riffs de Mantas et les lignes de basse de Dolan sont toujours aussi élaborés, cependant les textes s'éloignent du satanisme pour aborder des thèmes plus variés, quoique toujours aussi occultes. L'album contient aussi une reprise de Deep Purple, Speed King.
Superbement ignoré par les fans du groupe comme par les critiques, cet album a été un véritable échec commercial. Cet album n'a pas été réédité et est aujourd'hui devenu un collector.
Quelques extraits ont cependant été remastérisés et réédités en 2002 sur la compilation Kissing the Beast, parue chez Sanctuary Records et qui regroupe les meilleurs titres de la période Tony Dolan.

## Liste des titres
1. Tribes
2. Even in Heaven
3. Trinity MCMXLV
4. In Memory of (Paul Miller 1964-1990)
5. Faerie Tale
6. Playtime
7. Acid
8. Arachnid
9. Speed King (reprise de Deep Purple)
10. Temples of Ice

## Composition du groupe
- Demolition Man (Tony Dolan) : chant, basse
- Mantas (Jeffrey Dunn) : guitare
- Alastair Barnes : guitare
- Abaddon (Anthony Bray) : batterie